# Sericocoma welwitschii
Sericocoma welwitschii är en amarantväxtart som beskrevs av Joseph Dalton Hooker. Sericocoma welwitschii ingår i släktet Sericocoma och familjen amarantväxter. Inga underarter finns listade i Catalogue of Life.